# Neues Weimar
Der Begriff Neues Weimar bezeichnet die Initiative von Großherzog Wilhelm Ernst (Sachsen-Weimar-Eisenach) zu Beginn des 20. Jahrhunderts, als Antwort auf die repressive und restriktive Berliner Kulturpolitik (Lex Heinze), zeitgenössischen Künstlern der Moderne Entfaltungsmöglichkeiten in Weimar zu bieten. Eine der zentralen Gestalten des „Neuen Weimar“ war Harry Graf Kessler.
Dazu gehören der Ausbau der Weimarer Kunstschule (Hans Olde) mit der Weimarer Bildhauerschule (Adolf Brütt), die Gründung des Allgemeinen Deutschen Künstlerbundes (15. Dezember 1903) als Dachverband der Sezessionen und als Alternative zur Allgemeinen Deutschen Kunstgenossenschaft, sowie der Aufbau eines kunstgewerblichen Seminars durch Henry van de Velde im Jahre 1902, dem 1907 die Gründung der Großherzoglich-Sächsischen Kunstgewerbeschule Weimar folgte.
Nachdem 1919 Walter Gropius die Nachfolge von Henry van der Velde übernommen hatte, ging die Kunstgewerbeschule zusammen mit der Kunstschule Weimar im Staatlichen Bauhaus zu Weimar auf. Die früheren Epochen werden Goldenes Zeitalter Weimars (Goethe, Schiller) und Silbernes Zeitalter Weimars (Liszt, Wagner) genannt.